# اكيسل (اكيسل)
اكيسل هو دُوَّار يقع بجماعة اباينو، إقليم كلميم، جهة كلميم واد نون في المملكة المغربية. ينتمي الدوّار لمشيخة اكيسل التي تضم دوار واحد. يقدر عدد سكانه بـ 982 نسمة حسب الإحصاء الرسمي للسكان والسكنى لسنة 2004.

## روابط خارجية
- البوابة الوطنية للجماعات الترابية
- المندوبية السامية للتخطيط